# Gliese 884
Gliese 884 è una stella appartenente alla sequenza principale, situata a 26,6 anni luce di distanza dal Sistema solare, nella costellazione dell'Aquario. Nonostante sia una stella relativamente vicina alla Terra, essa non è visibile ad occhio nudo.

## Caratteristiche
Questa stella, di classe spettrale K5-V, è poco più grande di una nana rossa: possiede infatti il 63% della massa del Sole, il 67% del suo diametro ed appena il 4% della sua luminosità.
La stella più vicina a Gliese 884 è una binaria composta da due deboli nane rosse, FK Aquarii, che nonostante la distanza apparirebbe, vista da Gliese 884, di quarta magnitudine. A 3,5 anni luce si trova, seconda stella più vicina, Fomalhaut, che con una magnitudine di -3 sarebbe di gran lunga la stella più brillante del cielo vista da Gliese 884.